# Iglesia ortodoxa de la Santa Trinidad (Riga)
La iglesia ortodoxa de la Santa Trinidad (en letón: Svētās Trīsvienības Pārdaugavas pareizticīgo baznīca) es una iglesia ortodoxa oriental situada en Riga, la capital de Letonia. La iglesia se encuentra en Pārdaugava, en el nr. 2 de la calle Meža.

## Galería de imágenes

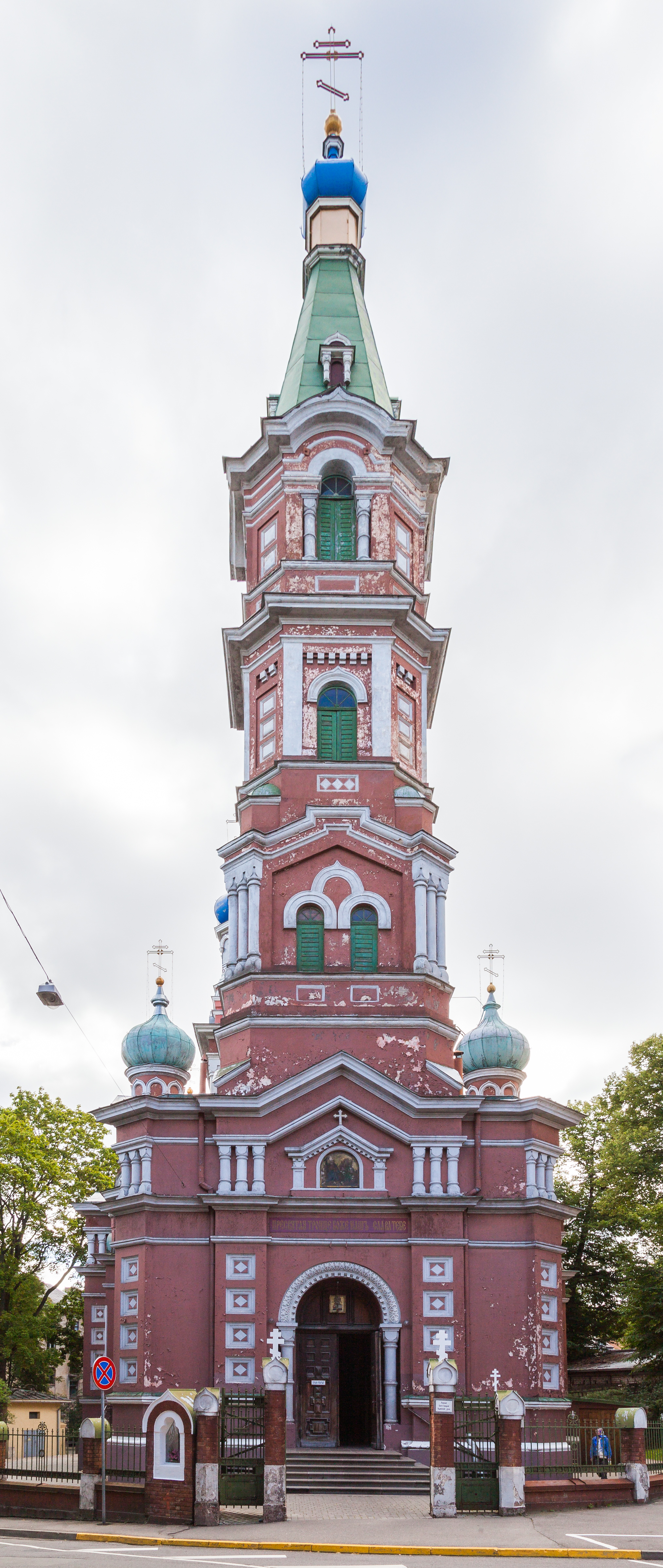
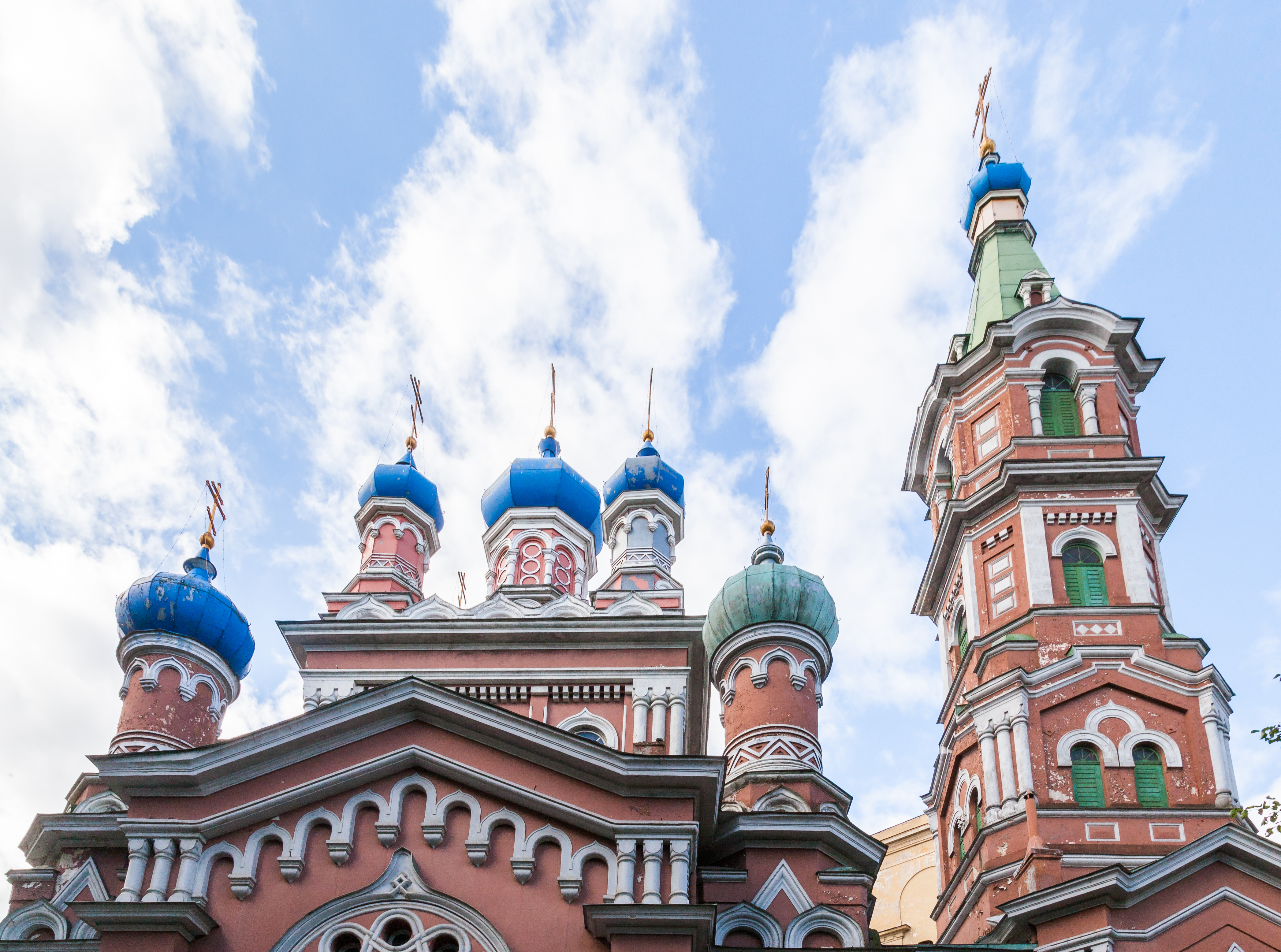
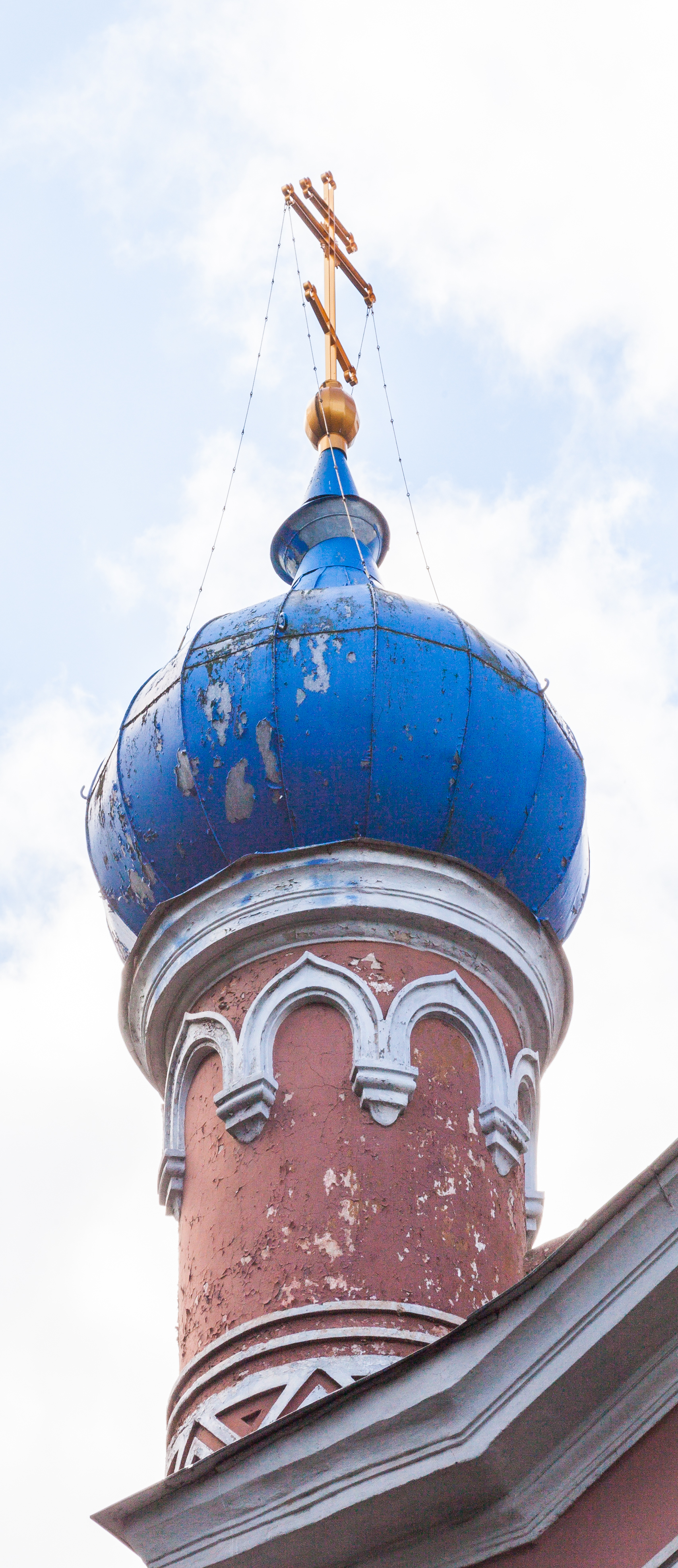
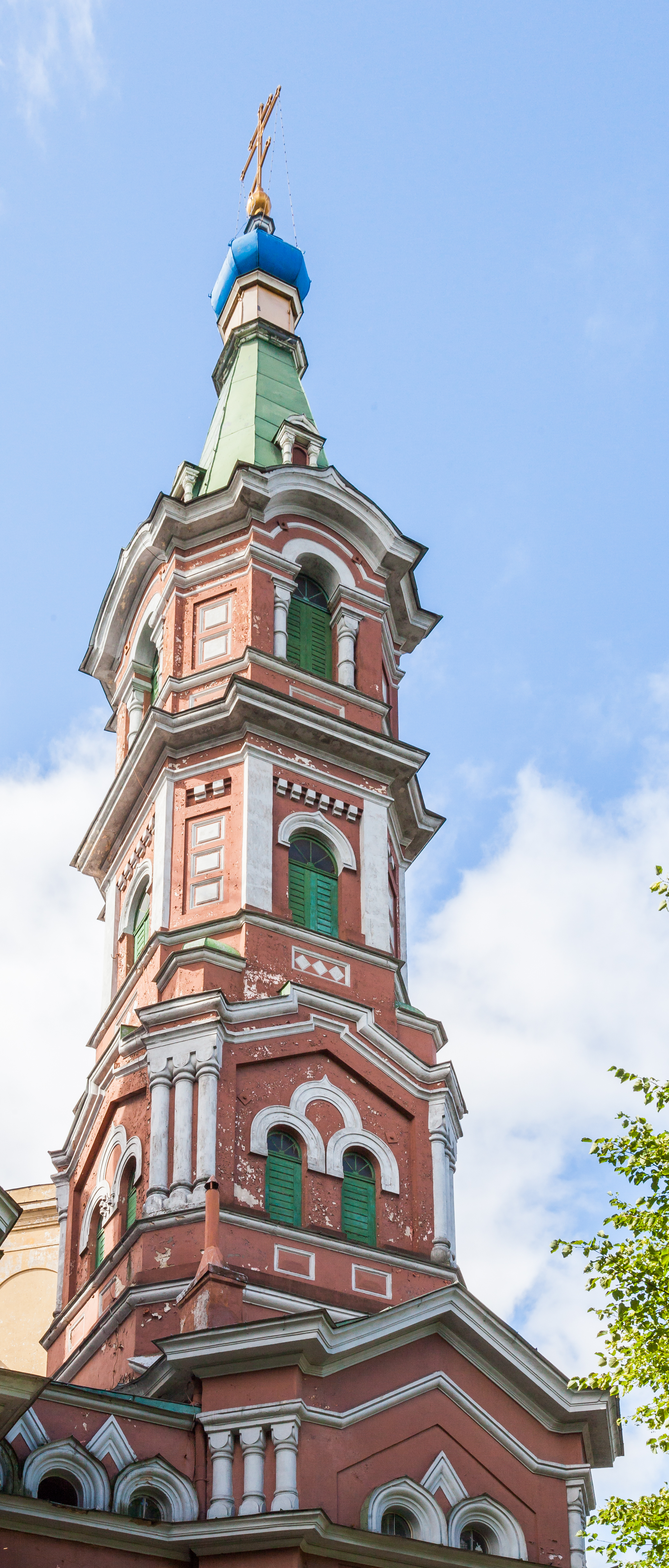
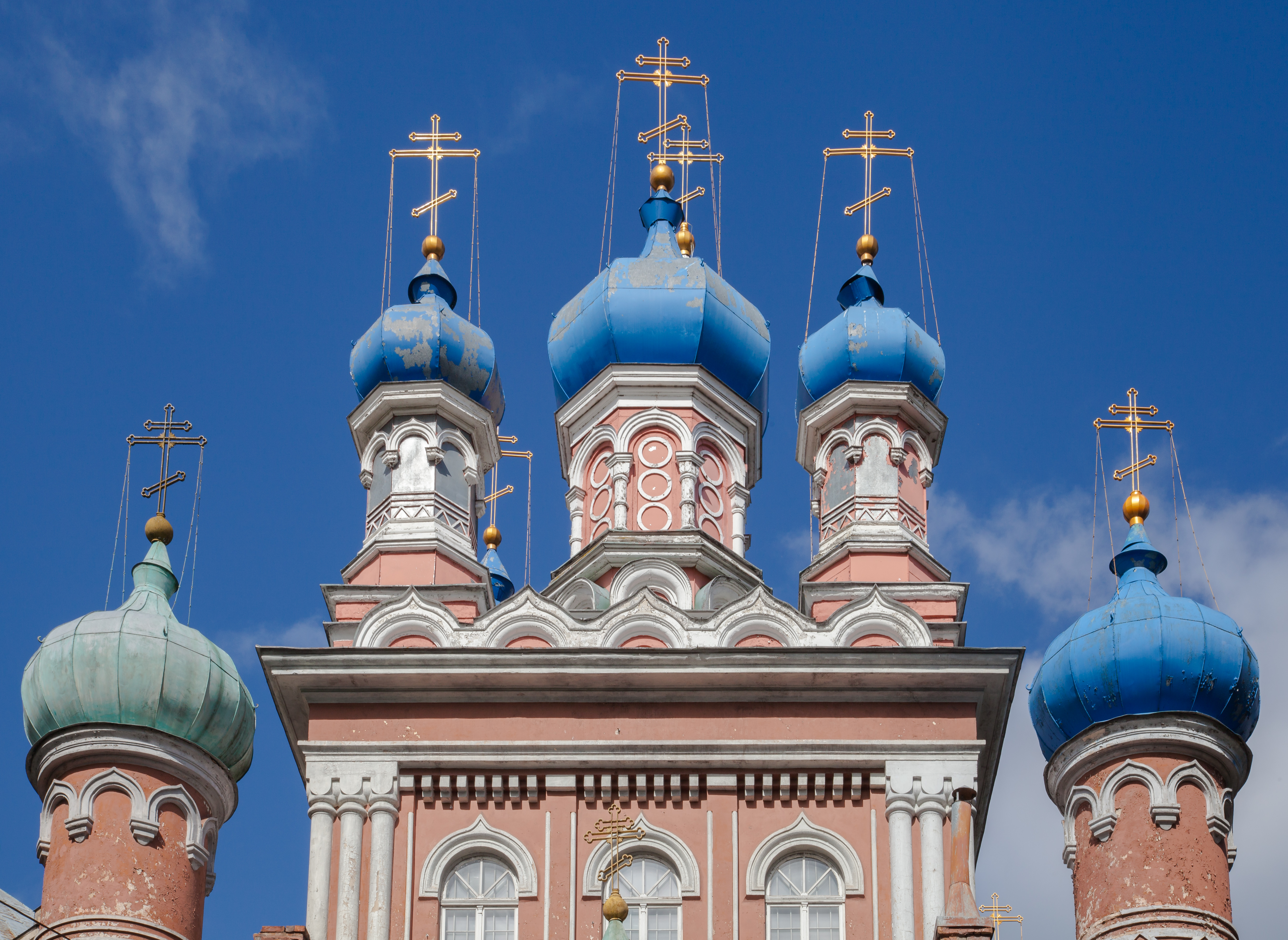